# Phil Hartman
Phil Hartman (24. září 1948 Brantford – 28. května 1998 Encino, Kalifornie), celým jménem Philip Edward Hartman, byl kanadský herec, grafik a scenárista.

## Život
Phil Hartman navštěvoval školu Westchester High School v Los Angeles v Kalifornii a v roce 1990 získal americké občanství.
Od roku 1986 působil osm sezón v pořadu Saturday Night Live. Hartman byl známý svými parodiemi slavných osobností, jako jsou Ronald Reagan, Charlton Heston, Frank Sinatra, Telly Savalas, Ed McMahon, Michael Caine, Jack Nicholson, Barbara Bushová, Burt Reynolds, Phil Donahue a Bill Clinton. Toho také ztvárnil v různých skečích v Noční show Jaye Lenoe. Jeho dalšími postavami ze Saturday Night Live byli Frankenstein a Unfrozen Caveman Lawyer. V show však nejen hrál, ale působil také jako její scenárista. Za tento pořad obdržel v roce 1989 cenu Emmy v kategorii scénář k varietnímu, hudebnímu nebo komediálnímu pořadu. Hrál také Billa McNeila v sitcomu Newsradio.
V letech 1991–1998 namluvil v seriálu Simpsonovi právníka Lionela Hutze a herce z béčkových filmů Troye McClura. Od Hartmanovy smrti již postava Troye McClura není mluvenou postavou. V seriálu Futurama měl namluvit Zappa Brannigana, tuto roli převzal Billy West.
Dne 28. května 1998 byl Hartman po hádce zastřelen ve spánku svou třetí manželkou Brynn. Brynn Hartmanová, v jejíž krvi byl nalezen alkohol a kokain, se o několik hodin později rovněž zastřelila.
Hartman měl s manželkou dvě děti, Seana Edwarda Hartmana (* 1989) a Birgen Aniku Hartmanovou (* 1992). Děti po smrti rodičů vyrůstaly u matčiny sestry a jejího manžela. Hartmanovi byl věnován jeho poslední film Malí válečníci. Hudební skupina Stormtroopers of Death vydala v roce 1999 na svém albu Bigger than the Devil píseň „Ballad of Phil H.“ na památku Phila Hartmana. V roce 2012 byl Hartman posmrtně poctěn hvězdou na kanadském chodníku slávy.

## Filmografie

### Filmy
- 1980: Cheech & Chong’s Next Movie
- 1980: Stunt Rock
- 1984: Weekend Pass
- 1985: Pee-Weeho velké dobrodružství
- 1986: Tři Amigos!
- 1986: Jumpin' Jack Flash
- 1987: Schůzka naslepo
- 1989: How I Got Into College
- 1989: Fletch žije
- 1989: Doručovací služba čarodějky Kiki
- 1993: Šišouni v New Yorku
- 1993: A tak jsem si vzal řeznici
- 1993: Nabitá zbraň 1
- 1994: Hamouni
- 1995: Houseguest
- 1995: The Crazysitter
- 1996: Seržant Bilko
- 1996: Jingle All the Way
- 1997: Druhá občanská válka
- 1998: Malí válečníci
- 1998: Buster & Chauncey’s Silent Night

### Pořady
- 1981–1990: Šmoulové
- 1986–1994: Saturday Night Live
- 1990: Bill & Ted's Excellent Adventures
- 1990–1994: Tale Spin
- 1991–1998: Simpsonovi (52 dílů)
- 1991–1995: Detektiv Duck
- 1992: Parker Lewis musí vyhrát
- 1993: Animáci
- 1995–1998: NewsRadio
- 1998: Takoví normální mimozemšťané

### Videohry
- 1997: The Simpsons: Virtual Springfield (role: Troy McClure / Lionel Hutz)
- 1998: Blasto (role: Captain Blasto)